# وود دايل
وود دايل (إلينوي) (بالإنجليزية: Wood Dale, Illinois)‏ هي مدينة تقع في الولايات المتحدة في إلينوي. يقدر عدد سكانها بـ 13,911 نسمة .

## التركيبة السكانية
حدّد مكتب تعداد الولايات المتحدة بيانات التركيبة السكانية لوود دايل في تعداد الولايات المتحدة. في ما يلي، التركيبة السكانية حسب تعدادي 2000 و2010.

### تعداد عام 2000
بلغ عدد سكان وود دايل 13,535 نسمة بحسب تعداد عام 2000، وبلغ عدد الأسر 5,117 أسرة وعدد العائلات 3,663 عائلة مقيمة في المدينة. في حين سجلت الكثافة السكانية 1,073.4 نسمة لكل كيلومتر مربع (2,780.1/ميل2). وبلغ عدد الوحدات السكنية 5,220 وحدة بمتوسط كثافة قدره 414 لكل كيلومتر مربع (1,072.3/ميل2).
وتوزع التركيب العرقي للمدينة بنسبة 89.22% من البيض و0.58% من الأمريكيين الأفارقة و0.15% من الأمريكيين الأصليين و3.24% من الأمريكيين ذوي الأصول الآسيوية و0.07% من سكان جزر المحيط الهادئ و4.80% من الأعراق الأخرى و1.94% من عرقين مختلطين أو أكثر و13.06% من الهسبانيون أو اللاتينيون من أي عرق.
بلغ عدد الأسر 5,117 أسرة كانت نسبة 31.7% منها لديها أطفال تحت سن الثامنة عشر تعيش معهم، وبلغت نسبة الأزواج القاطنين مع بعضهم البعض 58.9% من أصل المجموع الكلي للأسر، ونسبة 8.8% من الأسر كان لديها معيلات من الإناث دون وجود شريك، بينما كانت نسبة 3.9% من الأسر لديها معيلون من الذكور دون وجود شريكة وكانت نسبة 28.4% من غير العائلات. تألفت نسبة 23.1% من أصل جميع الأسر من عدة أفراد يعيشون في نفس المنزل ونسبة 9.6% كانت تتألف من شخص يعيش بمفرده يبلغ من العمر 65 عاماً أو أكثر. وبلغ متوسط حجم الأسرة المعيشية 2.64، أما متوسط حجم العائلات فبلغ 3.15.
بلغ العمر الوسطي للسكان 39.3 عاماً. وكانت نسبة 22.4% من القاطنين تحت سن الثامنة عشر، وكانت نسبة 7.6% بين الثامنة عشر والرابعة والعشرين عاماً، ونسبة 29.4% كانت واقعةً في الفئة العمرية ما بين الخامسة والعشرين والرابعة والأربعين عاماً، ونسبة 26.5% كانت ما بين الخامسة والأربعين والرابعة والستين، ونسبة 14.1% كانت ضمن فئة الخامسة والستين عاماً فما فوق. يوجد لكل 100 أنثى 97.7 ذكر، ويوجد لكل 100 أنثى في الثامنة عشر من عمرها فما فوق 93.5 ذكر.
بلغ متوسط دخل الأسرة في المدينة 57,509 دولارًا، أما متوسط دخل العائلة فبلغ 62,289 دولارًا. وكان متوسط دخل الذكور 45,884 دولارًا مقابل 35,247 دولارًا للإناث. وسجل دخل الفرد الخاص بالمدينة 25,507 دولارًا. وكانت نسبة 2.9% من العائلات ونسبة 4.1% من السكان تحت خط الفقر، وكان من هؤلاء نسبة 5.9% تحت سن الثامنة عشر ونسبة 3.2% في الخامسة والستين من العمر وما فوق.

### تعداد عام 2010
بلغ عدد سكان وود دايل 13,770 نسمة بحسب تعداد عام 2010، وبلغ عدد الأسر 5,171 أسرة وعدد العائلات 3,654 عائلة مقيمة في المدينة. في حين سجلت الكثافة السكانية 1,092 نسمة لكل كيلومتر مربع (2,828.3/ميل2). وبلغ عدد الوحدات السكنية 5,529 وحدة بمتوسط كثافة قدره 438.5 لكل كيلومتر مربع (1,135.7/ميل2).
وتوزع التركيب العرقي للمدينة بنسبة 83.44% من البيض و1.22% من الأمريكيين الأفارقة و0.22% من الأمريكيين الأصليين و5.24% من الأمريكيين ذوي الأصول الآسيوية و0.01% من سكان جزر المحيط الهادئ و7.75% من الأعراق الأخرى و2.13% من عرقين مختلطين أو أكثر و20.31% من الهسبانيون أو اللاتينيون من أي عرق.
بلغ عدد الأسر 5,171 أسرة كانت نسبة 30.9% منها لديها أطفال تحت سن الثامنة عشر تعيش معهم، وبلغت نسبة الأزواج القاطنين مع بعضهم البعض 56% من أصل المجموع الكلي للأسر، ونسبة 10.2% من الأسر كان لديها معيلات من الإناث دون وجود شريك، بينما كانت نسبة 4.5% من الأسر لديها معيلون من الذكور دون وجود شريكة وكانت نسبة 29.3% من غير العائلات. تألفت نسبة 24.4% من أصل جميع الأسر من عدة أفراد يعيشون في نفس المنزل ونسبة 11.8% كانت تتألف من شخص يعيش بمفرده يبلغ من العمر 65 عاماً أو أكثر. وبلغ متوسط حجم الأسرة المعيشية 2.66، أما متوسط حجم العائلات فبلغ 3.19.
بلغ العمر الوسطي للسكان 41.7 عاماً. وكانت نسبة 21% من القاطنين تحت سن الثامنة عشر، وكانت نسبة 8% بين الثامنة عشر والرابعة والعشرين عاماً، ونسبة 24.9% كانت واقعةً في الفئة العمرية ما بين الخامسة والعشرين والرابعة والأربعين عاماً، ونسبة 29.5% كانت ما بين الخامسة والأربعين والرابعة والستين، ونسبة 16.6% كانت ضمن فئة الخامسة والستين عاماً فما فوق. وتوزع التركيب الجنسي للسكان بنسبة 49.5% ذكور و50.5% إناث.